# Offida

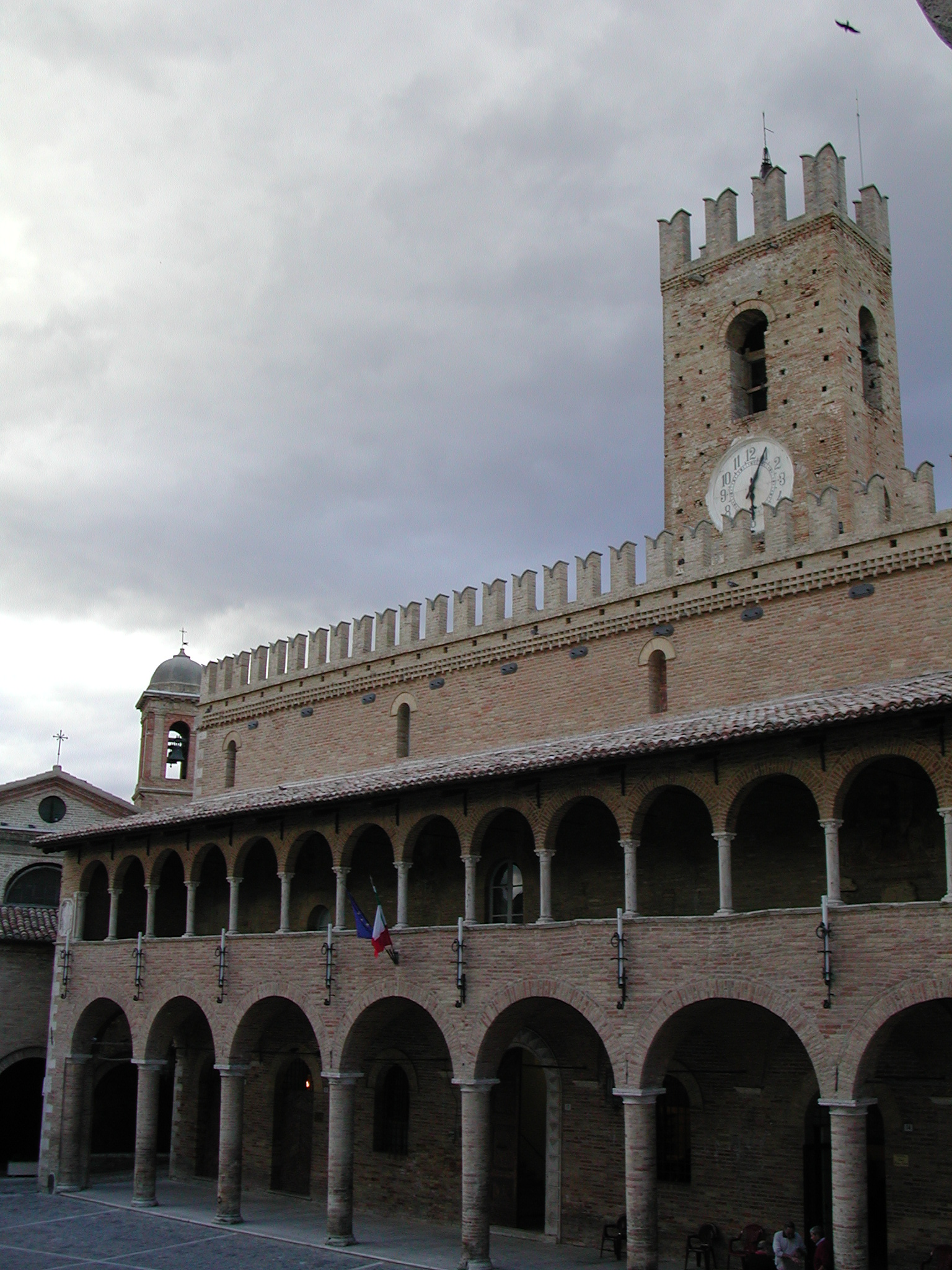
Cung đô thị

Offida là một đô thị tại tỉnh Ascoli Piceno ở vùng Marche, cách khoảng 80 km về phía nam của Ancona và khoảng12 km northeast of Ascoli Piceno. Đến thời điểm ngày 31 tháng 12 năm 2005, đô thị này có dân số là 5.393 người và diện tích là 49,2 km².
Đô thị Offida bao gồm cácfrazioni (các đơn vị trực thuộc, chủ yếu là các thôn làng) San Barnaba, Santa Maria Goretti, và Borgo Miriam.
Offida giáp các đô thị: Acquaviva Picena, Appignano del Tronto, Castel di Lama, Castignano, Castorano, Cossignano, Monsampolo del Tronto, Ripatransone, Spinetoli.